# عربی قطری
عربی قطری یکی از گویش‌های عربی خلیجی است که مردم عرب بومی قطری بدان سخن می‌گویند. این گویش همراه با عربی اماراتی، عربی کویتی و عربی بحرینی زیرگروه عربی خلیجی از گویش‌های شرقی زبان عربی را می‌سازد. دو لهجه شمالی و جنوبی از این گویش وجود دارد.
گویش قطری که تا حد زیادی ویژگی‌های گویش‌های بادیه‌نشین را حفظ کرده‌است، از نظر ساختار صرفی باستانی‌تر است و در سیستم آوایی با دیگر گویش‌های عربی شرقی تفاوت دارد. در گویش‌های ساکن قطر، واج /ک/ به صورت /چ/ تلفظ می‌شود. دوزبان‌گونگی ویژگی زبان در قطر و سایر کشورهای عرب‌زبان است؛ عربی نوین معیار زبان رسمی کشور است و در اسناد و رسانه‌ها کاربرد دارد، درحالی که گفتگوهای روزمره با گونه‌های محلی انجام می‌پذیرد.